# Quercus garryana
La quercia di Garry (Quercus garryana Douglas & Hook., 1838) è un albero del genere Quercus, a sua volta appartenente alla famiglia delle Fagaceae; prende il nome da Nicholas Garry, governatore della Compagnia della Baia di Hudson tra il 1822 e il 1835.

## Descrizione
È una pianta caratterizzata da stili corti; le sue ghiande maturano in circa sei mesi e hanno un sapore dolciastro, leggermente amarognolo. Le foglie sono carenti di setole sui lobi, i quali solitamente hanno margini arrotondati.
È un albero resistente alla siccità, tipicamente di dimensioni medie, che cresce lentamente fino a circa 20 metri di altezza, raggiungendo occasionalmente i 30 metri o, se le condizioni sono meno favorevoli, sotto forma di arbusto alto da 3 a 5 metri. Ha la caratteristica chioma di sagoma ovale delle querce quando cresce come esemplare unico, ma può trovarsi anche in piccoli gruppi. Le foglie sono decidue, lunghe 5-15 cm e larghe 2-8 cm, con 3-7 lobi su ciascun lato. Le infiorescenze sono a grappolo (amenti, il frutto è una piccola ghianda lunga 2-3 cm (raramente 4 cm) e larga 1,5-2 cm, con zigrinature squamose esterne poco profonde.

## Distribuzione e habitat
Il suo areale va dalla California meridionale all'estremo sud-ovest della Columbia Britannica; è particolarmente diffusa nel sud-est dell'isola di Vancouver e nelle vicine isole Gulf. Cresce dal livello del mare a 210 metri di altitudine nella porzione nord del suo areale, mentre cresce a quote comprese tra 300 e 1 800 metri in California.

## Varietà
Sono state descritte tre varietà di Q. garryana:
- Quercus garryana var. garryana, albero alto fino a 20-30 metri e presente in un'area che va dalla Columbia Britannica alla Cordigliera delle Cascate
- Quercus garryana var. breweri, arbusto alto fino a 5 metri con foglie ricoperte da peluria nella loro porzione abassiale, presente in California
- Quercus garryana var. semota, arbusto alto fino a 5 metri diffuso nella Sierra Nevada californiana, senza peluria sul lato abassiale delle foglie